# Kerstin Ibald

Kerstin Ibald 2007

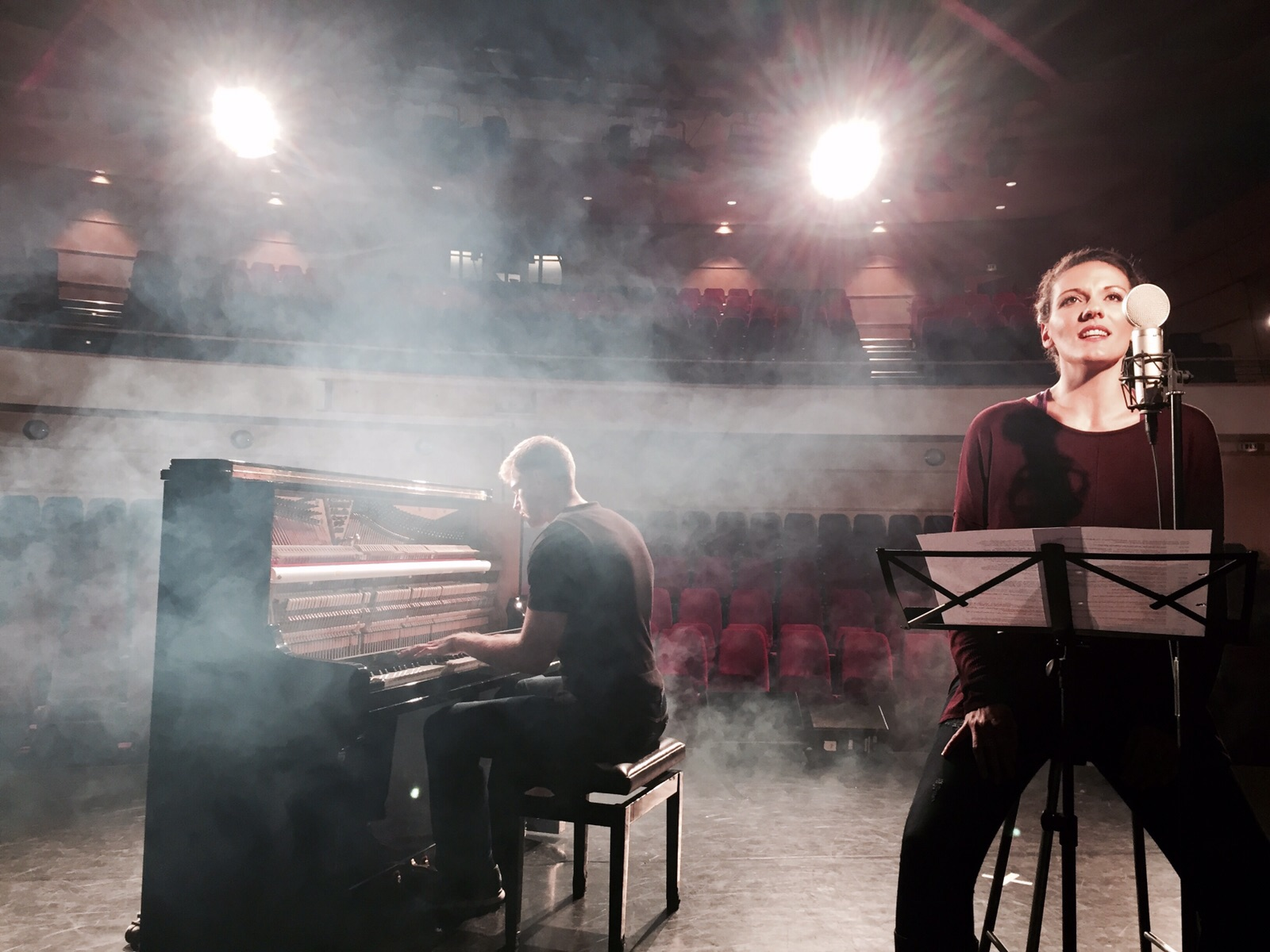
Kerstin Ibald mit Komponist Roberto Lorenz 2015

Kerstin Ibald (* 13. Mai 1978) ist eine deutsche Schauspielerin und Sängerin.

## Leben
Kerstin Ibald stammt aus dem Weinort Lehmen an der Mosel unweit von Koblenz. Mit fünf Jahren sammelte Kerstin Ibald erste musikalische Erfahrungen am Klavier. Mit 13 Jahren nahm sie Gesangsunterricht, auf den von 1998 bis 2002 ein Studium am Konservatorium der Stadt Wien folgte. Während ihrer Ausbildung zur Sängerin war sie in ersten Musicalrollen zu sehen, unter anderem in The Secret Garden und in Me and my Girl. Beim Landeswettbewerb Gesang (Musical) in Hagen erhielt sie 2002 den ersten Preis. Als Solistin erreichte sie beim Bundeswettbewerb Gesang in Berlin im selben Jahr das Finale.
Beim ersten Fidelio-Wettbewerb der Stadt Wien 2002 sicherte sich Ibald den „Schauspiel-Sonderpreis“. Es folgten Auftritte in den Musicals Elisabeth sowie in Footloose und Dracula. In Wien war sie außerdem in der Welturaufführung von Rebecca als Beatrice und Cover in der Rolle der „Mrs. Danvers“ zu sehen. Dem Musical folgte sie ans Theater St. Gallen. Zusammen mit Udo Jürgens sang sie für dessen CD Es lebe das Laster.

## Engagements
2015 trat sie in der Comödie Dresden als Protagonistin des Stückes Alfons Zitterbacke auf. Verschiedene Engagements führten sie die letzten Jahre durch Deutschland, Österreich und die Schweiz, u. a. zweimal zu den Thunerseespielen und zu den Luisenburg-Festspielen, wo sie jeweils als „Grizabella“ in Andrew Lloyd Webbers Musical Cats auftrat.
Im Sommer 2018 war Kerstin Ibald in Hanau bei den Brüder-Grimm-Festspielen als böse Fee „Selena“ zu sehen und wurde hierfür mit dem Publikumspreis ausgezeichnet. Außerdem wurde sie für ihre Performance in Dornröschen für den Deutschen Musical Theater Preis 2018 als „Beste Darstellerin in einer Nebenrolle“ nominiert.
2018 ist sie in der Comödie Fürth in einer Schauspielrolle bei Der wahre Jakob zu sehen. In dem Stück Die lustige Witwe spielt sie 2019 in der Comödie Fürth die Titelrolle (Übertragung im BR Fernsehen an Silvester 2019). In der Spielzeit 2021/22 ist Ibald als Diana Goodman im Musical Next to Normal am Landestheater Coburg zu sehen. Im Sommer 2022 war sie als Mrs. Denvers im Musical Rebecca im Rahmen des Domplatz-OpenAir des Theaters Magdeburg zu sehen.